# Cambrian Railways

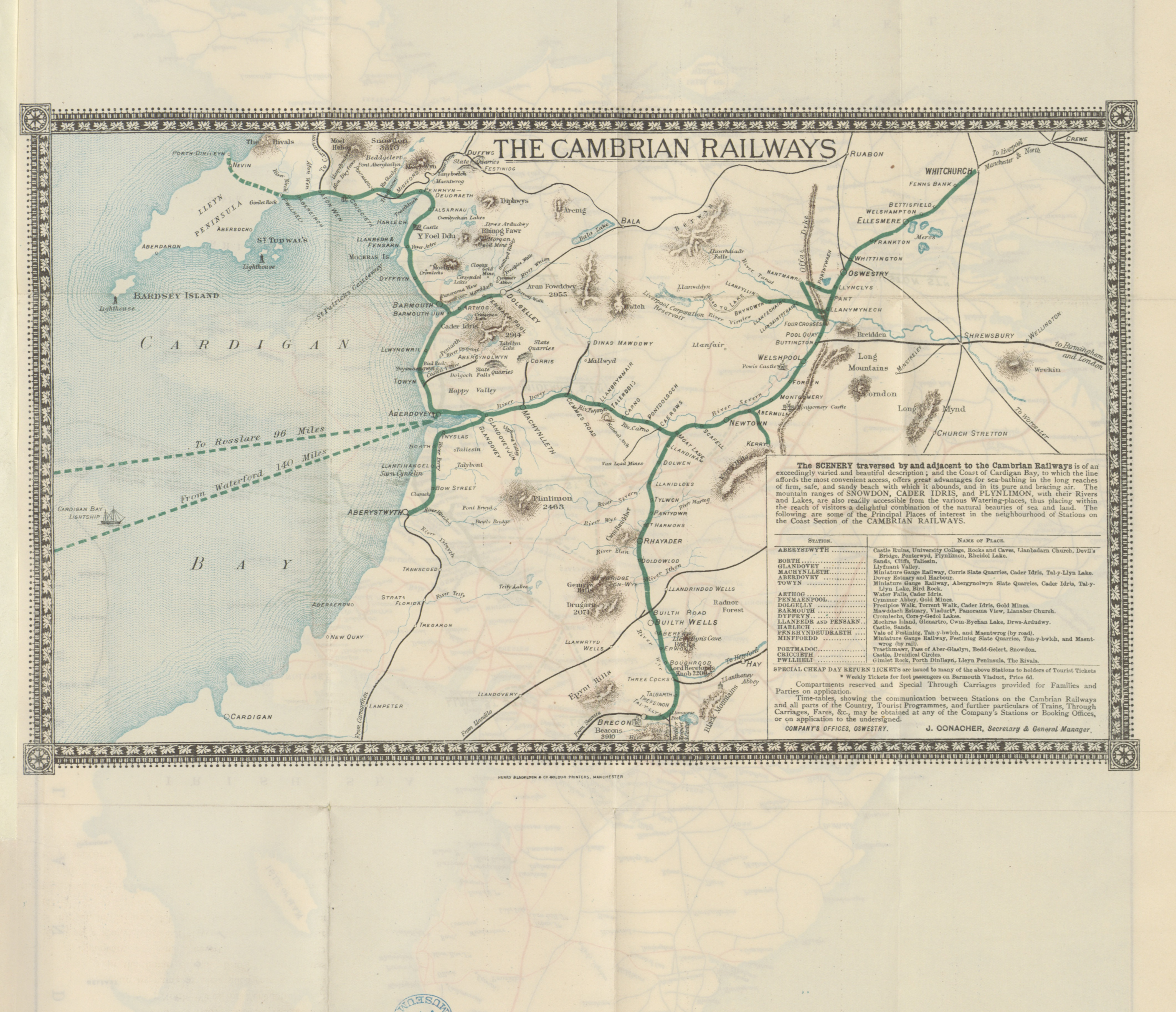
Carte tirée de Picturesque Wales: a handbook of scenery accessible from the Cambrian Railways.

Le Cambrian Railways (Chemins de fer cambriens) est un réseau de voies de chemin de fer du Pays de Galles.
Il possédait 370 km de voies sur une vaste zone du centre du Pays de Galles. Le système était une fusion d'un certain nombre de chemins de fer constitués en société en 1864, 1865 et 1904. Le Cambrian était relié à deux chemins de fer plus grands avec des liaisons vers le nord-ouest de l'Angleterre via le London and North Western Railway et le Great Western Railway pour les liaisons entre Londres et le Pays de Galles. Les chemins de fer du Cambrian ont fusionné avec le Great Western Railway le 1er janvier 1922 à la suite de la Loi sur les chemins de fer de 1921 (Railways Act 1921 (en)). Le nom se poursuit aujourd'hui sur l'itinéraire connu sous le nom de Cambrian Line (en).

## Histoire

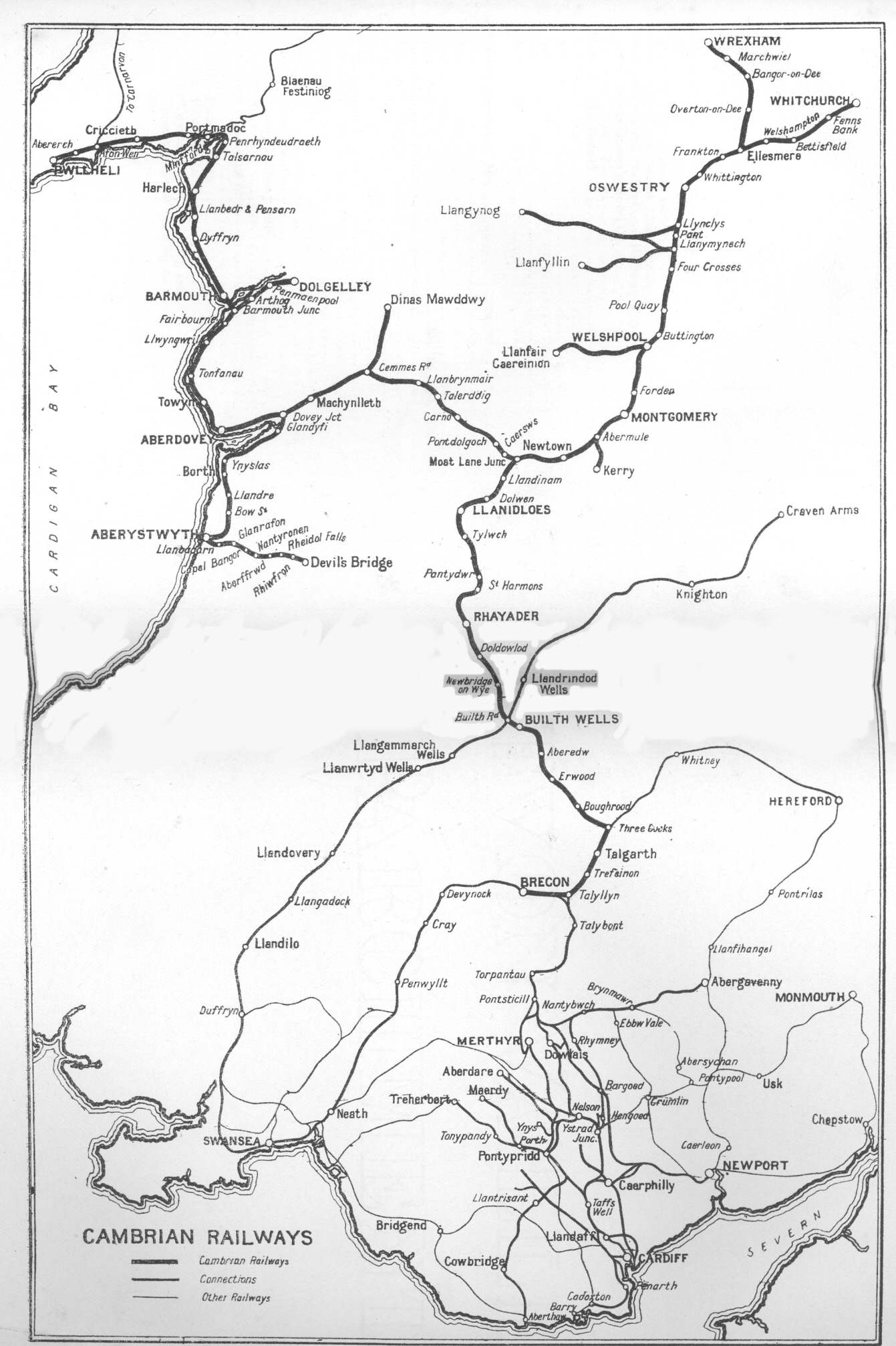
Plan des Cambrian Railways vers 1921.

La Cambrian Railways Company est fondée le 25 juillet 1864 lorsque la Loi sur les chemins de fer cambriens du Parlement reçoit la sanction royale par la fusion de la plupart des compagnies ferroviaires du centre du Pays de Galles : l'Oswestry and Newtown Railway (en), le Llanidloes and Newtown Railway (en), le Newtown and Machynlleth Railway (en) et l'Oswestry, Ellesmere and Whitchurch Railway (en). Les actionnaires de ces sociétés constituantes deviennent actionnaires de la nouvelle entreprise. L'Aberystwith and Welsh Coast Railway (en) n'a pas été inclus dans la fusion car il était encore en construction. Au total, la nouvelle société obtient des lignes totalisant 157 km de longueur.
En plus d'incorporer les chemins de fer existants, la nouvelle société conclut des accords pour partager le trafic avec le Mid-Wales Railway (en), le Manchester and Milford Railway (en) et le Great Western Railway. Cela lui permet de contrôler le transport de marchandises et de passagers à travers le centre du Pays de Galles.
La première section du Cambrien est la section allant de Three Cocks (en) à Talyllyn Junction (en). Elle est ouverte en 1816 dans le cadre du Hay Railway, un tramway exploité par des chevaux reliant la ville de Hay-on-Wye au canal de Brecknock et Abergavenny à Brecon. La section ouest est vendue au Brecon and Merthyr Railway (en) ; la section est devient une partie du chemin de fer du Mid-Wales.